# Julius Wagner (Leichtathlet)
Julius Wagner (* 12. Oktober 1882 in Reutlingen; † 2. März 1952 in Bern) war ein deutsch-schweizerischer Leichtathlet. Er war deutscher Rekordhalter im Speerwurf und nahm an den Olympischen Spielen 1906, 1908 und 1912 teil.
Als Gründungsmitglied des damaligen Schweizerischen Olympischen Comité (heute: Swiss Olympic Association) publizierte er Erinnerungswerke zu den Olympischen Spielen von 1912 bis 1948.
1920 gründete er die Schweizer Sport-Zeitung „Sport“ und verkaufte sie ein Jahr darauf.

## Erfolge
Olympische Zwischenspiele 1906
- Tauziehen:  Erster Platz
- Fünfkampf: Achter Platz
- Weitsprung: Elfter Platz
- Stabhochsprung: 14. Platz
- 100 m: im Vorlauf ausgeschieden
- Diskuswurf (griechisch): keine Platzierung
- Kugelstoßen: keine Platzierung
- Steinstoßen: keine Platzierung

 Olympische Sommerspiele 1908
- Hammerwurf

 Olympische Sommerspiele 1912
- Zehnkampf